# Exyston montanus
Exyston montanus är en stekelart som beskrevs av Geoffrey John Kerrich 1975.
Exyston montanus ingår i släktet Exyston och familjen brokparasitsteklar. Inga underarter finns listade i Catalogue of Life.